# サラドロガメ
サラドロガメ（学名：Kinosternon integrum）は、ドロガメ科ドロガメ属に分類されるカメ。

## 分布
模式標本の産地（模式産地）はアカプルコ（ゲレーロ州）。
メキシコ固有種

## 形態
最大甲長20.2cm。メスよりもオスの方が大型になり、メスは最大でも甲長18.8cm。背甲は上から見ると細長い卵型。背甲の頂部は平坦。項甲板は小型で細い。第1椎甲板は第1縁甲板と第2縁甲板の継ぎ目もしくは第2縁甲板に接する。第10縁甲板が最も高く、第8-10縁甲板は末広がりになり外側へ広がる。背甲の色彩は灰色や暗褐色で、甲板の継ぎ目（シーム）に沿って暗色の斑紋が入る個体もいる。背甲と腹甲の継ぎ目（橋）は長い。腋下甲板は非常に小型で、ない個体もいる。鼠蹊甲板は大型。腋下甲板と鼠蹊甲板は通常接する。橋の色彩は黄褐色。腹甲は大型。胸甲板と腹甲板のシームの長さは背甲の横幅の67%以上。左右の股甲板のシームの長さ（間股甲板長）は、橋の縦幅の46%以下および腹甲の正中線に沿った直線距離（腹甲長）の12%以下。左右の肛甲板の間に切れこみが入る。蝶番は発達し腹甲を折り曲げると、背甲と腹甲の間にほとんど隙間が無くなり完全に蓋をすることができる。種小名integrumは「完全な」の意。腹甲の色彩は黄褐色。
吻端の鱗（吻端板）はベル状か菱形。上顎の先端は鉤状に尖る。頸部や尾の背面には棘状の突起が無いか、あってもあまり発達しない。喉には左右に2-5本ずつ計4-10本の髭状の突起があり、一番前方にある突起が太くてやや長い。頭部や頸部の色彩は背面が暗褐色で、腹面が灰色や黄褐色。
卵は長径3cm、短径1.6cm。孵化直後の幼体は甲長約2.7cm。幼体は椎甲板と肋甲板に筋状の盛り上がり（キール）があるが、成長に伴い消失する。
オスは橋の縦幅は背甲の正中線に沿った直線距離（背甲長＜単に甲長と呼ばれるのはこの背甲長のことが多い＞）の21%以上。腹甲長は背甲長の82%以上。また腹甲板と股甲板のシームの長さは背甲の横幅の59.5%以上。メスは橋の縦幅は背甲長の23%以上。腹甲長は背甲長の88%以上。また腹甲板と股甲板のシームの長さは背甲の横幅の62%以上。

## 生態
標高3,000m以下にある小型河川や池沼などに生息する。
食性は動物食傾向の強い雑食で、昆虫、甲殻類、貝類などを食べる。
繁殖形態は卵生。3-5月に交尾を行う。

## 人間との関係
ペットとして飼育されることがあり、日本にも輸入されている。メキシコ国内に分布する爬虫類の輸出は法律により厳しく制限されているため、流通は極めてまれ。